# 973
| [ Edytuj tabelę ]              |                                             |
| Książę Polski                  | - 960 Mieszko I 992                         |
| Król Anglii                    | - 959 Edgar Spokojny 975                    |
| Hrabia Aragonii i król Nawarry | - 970 Sancho II 994                         |
| Hrabia Barcelony               | - 947 Borrell II 992                        |
| Książę Bawarii                 | - 955 Henryk II Kłótnik 976                 |
| Książę Burgundii               | - 965 Odo-Henryk 1002                       |
| Cesarz Bizancjum               | - 969 Jan I Tzimiskes 976                   |
| Cesarz Chin                    | - 960 Song Taizu 976                        |
| Książę Czech                   | - 972 Bolesław II Pobożny 999               |
| Król Danii                     | - 958 Harald Sinozęby 987                   |
| Władca Egiptu                  | - 969 Al-Mu’izz 975                         |
| Król Franków zachodnich        | - 954 Lotar 986                             |
| Król Gruzji                    | - 961 Dawid III 1001                        |
| Hrabia Holandii                | - 939 Dirk II 988                           |
| Cesarz Japonii                 | - 969 En’yū 984                             |
| Kalif                          | - 946 Al-Muti 974                           |
| Hrabia Kastylii                | - 970 Garcia I Fernandez 995                |
| Król Khmerów                   | - 968 Dżajawarman V 1001                    |
| Wielki książę Kijowa           | - 972 Jaropełk I 978                        |
| Patriarcha Konstantynopola     | - 970 Bazyli I Skamandrenos 974             |
| Władca Korei                   | - 949 Kwangjong 975                         |
| Król Leónu                     | - 966 Ramiro III 984                        |
| Król Norwegii                  | - 961 Harald II Szara Opończa 976           |
| Hrabia Palatynatu              | - 945 Hermann Pusillus 994                  |
| Papież                         | - 973 Benedykt VI 974                       |
| Hrabia Portugalii              | - 950 Gonçalo Mendes 999                    |
| Cesarz Rzymski (niemiecki)     | - 962 Otton I Wielki 973 - 973 Otton II 983 |
| Książę Saksonii                | - 961 Hermann 973 - 973 Bernard I 1011      |
| Król Szkocji                   | - 971 Kenneth II 995                        |
| Król Szwecji                   | - 970 Eryk Zwycięski 995                    |
| Doża Wenecji                   | - 959 Pietro IV Candiano 976                |
| Książę Węgier                  | - 970 Gejza 997                             |
| Cesarz Wietnamu                | - 968 Đinh Bộ Lĩnh 979                      |

Rok 973 / CMLXXIII
stulecia: IX wiek ~
X wiek ~
XI wiek

lata: 963 «
968 «
969 «
970 «
971 «
972 «
973
» 974
» 975
» 976
» 977
» 978
» 983

## Wydarzenia na świecie
- Europa
  - 19 stycznia – początek pontyfikatu papieża Benedykta VI[1].
  - Wielkanoc – zjazd w Kwedlinburgu – ugoda między Mieszkiem I a Hodonem. Uznano zwycięstwo Mieszka, lecz nakazano mu pozostawić syna Bolesława jako zakładnika na cesarskim dworze.
  - Początek rządów cesarza Ottona II.
  - Utworzono biskupstwo w Pradze.
  - Gejza został księciem Węgier.
  - Powstanie na zachodnich ziemiach bułgarskich carstwa Ochrydzkiego Komitopulów (data sporna lub przybliżona).

## Urodzili się
- 15 września – Biruni, wszechstronny uczony pochodzenia chorezmijskiego (zm. 13 grudnia 1048)
- Abu al-Ala al-Ma’arri, syryjski filozof, poeta i pisarz (zm. 1058)

## Zmarli
- 27 marca – Herman Billung, margrabia i tymczasowy zastępca Ottona I w Księstwie Saksonii (ur. 900 lub 912)
- 7 maja – Otton I, cesarz rzymski (ur. 912)
- 15 maja – Berthelm, arcybiskup Canterbury.
- 4 lipca – Ulryk z Augsburga, biskup Augsberga, święty kościoła katolickiego (ur. 890)
- 11 listopada – Burchard III, książę Szwabii (ur. ?)
- data dzienna nieznana :
  - Fengxue Yanzhao – chiński mistrz chan ze szkoły linji (ur. 896)